# Kerkáskápolna
Kerkáskápolna is een plaats (község) en gemeente in het Hongaarse comitaat Vas. Kerkáskápolna telt 108 inwoners (2001).